# 桂林北站
桂林北站位于中华人民共和国广西壮族自治区桂林市叠彩区，始建于1938年，由中国铁路南宁局集团管辖。本站处于衡柳高铁正线，并通过联络线连接贵广客运专线。桂林北站是桂林铁路枢纽客运系统的重要组成部分，是全国规划中的八横八纵特大型枢纽站，现为一等站。

## 历史
1938年10月，湘桂铁路衡阳站至桂林北站段通车，桂林北站投入使用，当时设有 5 股道和半股货物线，站房建筑面积共计365.7平方米，有货仓677平方米。1941年1月由湘桂铁路管理局管辖。该站位于现在的群众路西头，现为桂林北二场。
1944年日军进犯，管理局炸毁桂林北站道岔17组及其他设施。抗日战争结束后，1947年11月，湘桂铁路工程局修复湘桂铁路北段，桂林北站重新投入运营。
中华人民共和国成立后，1950年1月，衡阳铁路管理局修复再度被毁的湘桂铁路北段，桂林北站客货运恢复。次年由衡阳铁路管理局设计施工，桂林北站增设2股货线。1953年1月桂林北站由柳州铁路管理局（后柳州铁路局，今中国铁路南宁局集团）管辖，定为区段站。1955年，桂林北站货场2股延长825米。1957年增建货仓，建筑面积达532.26平方米，并扩建运转室建筑面积117.14平方米。1959年柳州铁路局设计施工，将站场改造为一级二场，设到发线7股，编组线1股，共完成土石方1.17万立方米，铺设轨道2776米，耗资14.33万元。1969年桂林北站房扩建至884平方米。1971年3月该站扩建，1977年上半年动工。1983年柳州铁路局改建桂林北站售票房及客运行包房。1985年12月，中间站台由310米延长至560米。
因桂林北站不能满足日益增加的客运需求，桂林北站客运站北迁，2014年，改造后的桂林北站投入使用，扩建后分贵广场和衡柳场，规模为9站台16站面18线（含衡柳线上、下行正线），远期预留高架候车厅及西站房。
2016年，桂林北综合客运枢纽项目公示，规划桂林北站西广场面积64,403平方米，西站房总建筑面积391,890平方米，并拟对候车厅进行高架改造。
2017年3月，桂林动车运用所正式成立。桂林动车所，又名桂林北动车所，依附于桂林北站北端，也是目前西南地区横向跨度最大的动车检修库。

## 车站结构
目前的桂林北站属客货纵列式区段站，分设桂林北一场和桂林北二场。

### 东站房
现在的桂林北站客运东站房，该站是时任广西壮族自治区主席成克杰在1997年提出，打着建造广西最大火车站的名号兴建的。车站建筑面积46459平方米，有两个候车室，一个母婴军人候车室，一个软席候车室。1999年投入使用。此后，桂林站的大部分列车改由桂林北站始发，因此直到现在桂林北站都被市民习惯称作“始发站”。但由于当时桂林北站位置偏僻，人流极少，且当时经过桂林的列车一般都停靠桂林和桂林北两个车站，很多人都选择去桂林站坐车，导致站内曾一时门可罗雀，站前广场地下的停车场和商场更是闲置已久，雨季甚至积水极深。站前广场和附近多处地砖剥落，甚至杂草丛生。
2014年改扩建工程后，东站房共有四个候车厅，站房面积4.36万平方米，总建筑面积10万平方米。
- 进站口
- 3检票口
- 3候车室5检票口
- 进站天桥

### 站场
桂林北一场于1998年竣工投入使用，随着贵广铁路和湘桂铁路扩能改造工程——衡柳铁路的开建，桂林北站为适应这两条线路的运营，随即进行站房改扩建和新建站台的工程。桂林北站扩建工程已于2014年12月10日竣工重新启用，扩建后分贵广场和衡柳场，规模为9站台16站面18线（含衡柳线上、下行正线），远期预留高架候车厅及西站房。主要承担衡柳铁路的普速旅客列车、部分动车组列车和贵广客运专线的动车组列车的停靠和始发终到，在衡阳端右侧设置有桂林北客技站，在车站北面的贵广铁路和衡柳铁路的外包地带中有桂林北动车运用所。高架候车厅和西站房于2016年公示规划，2017年动工。站房和各站台通过两座宽12米的进站天桥和一座宽12米的出站地道连接。
桂林北二场为桂北货运场，俗称老北站，1938年建成运营。承担湘桂铁路货物中转运输和部分货物列车的调配及编组。现设有到发线5线，编组线6线、数十条专用线路和一处简易驼峰。在车场西侧设有柳州机务段桂林运用车间（原桂林机务段），由两条专用线接入车场。2016年12月10日，桂林西站普速场开通运营后，桂林北二场停办货运业务。
| 东站房↑ |      |                       |  |
|         | 侧式 |                       |  |
| 1道     | 1    | 衡柳场 到发线         |  |
| 2道     | 2    | 衡柳场 到发线         |  |
|         | 岛式 |                       |  |
| 3道     | 3    | 衡柳场 到发线         |  |
| Ⅳ道     |      | 衡柳场 (衡柳下行正线) |  |
| Ⅴ道     |      | 衡柳场 (衡柳上行正线) |  |
| 6道     | 4    | 衡柳场 到发线         |  |
|         | 岛式 |                       |  |
| 7道     | 5    | 衡柳场 到发线         |  |
| 8道     | 6    | 衡柳场 到发线         |  |
|         | 岛式 |                       |  |
|         | 7    | 衡柳场 到发线         |  |
| 10道    | 8    | 贵广场 到发线         |  |
|         | 岛式 |                       |  |
| Ⅺ道     | 9    | 贵广场 到发线         |  |
| Ⅻ道     | 10   | 贵广场 到发线         |  |
|         | 岛式 |                       |  |
| 13道    | 11   | 贵广场 到发线         |  |
| 14道    | 12   | 贵广场 到发线         |  |
|         | 岛式 |                       |  |
| 15道    | 13   | 贵广场 到发线         |  |
| 16道    | 14   | 贵广场 到发线         |  |
|         | 岛式 |                       |  |
| 17道    | 15   | 贵广场 到发线         |  |
| 18道    | 16   | 贵广场 到发线         |  |
|         | 侧式 |                       |  |
| 西站房↓ |      |                       |  |

### 西站房与西广场
2016年，桂林北综合客运枢纽项目公示，项目包括桂林北站西广场（面积64,403平方米）、西站房（总建筑面积391,890平方米）和候车厅高架改造工程。西站房将涵盖商业127170平方米，旅客集散中心29510平方米，并与汽车客运站、公交枢纽、轨道交通等紧密结合，形成高效便捷的大型旅客集散枢纽。

### 动车运用所

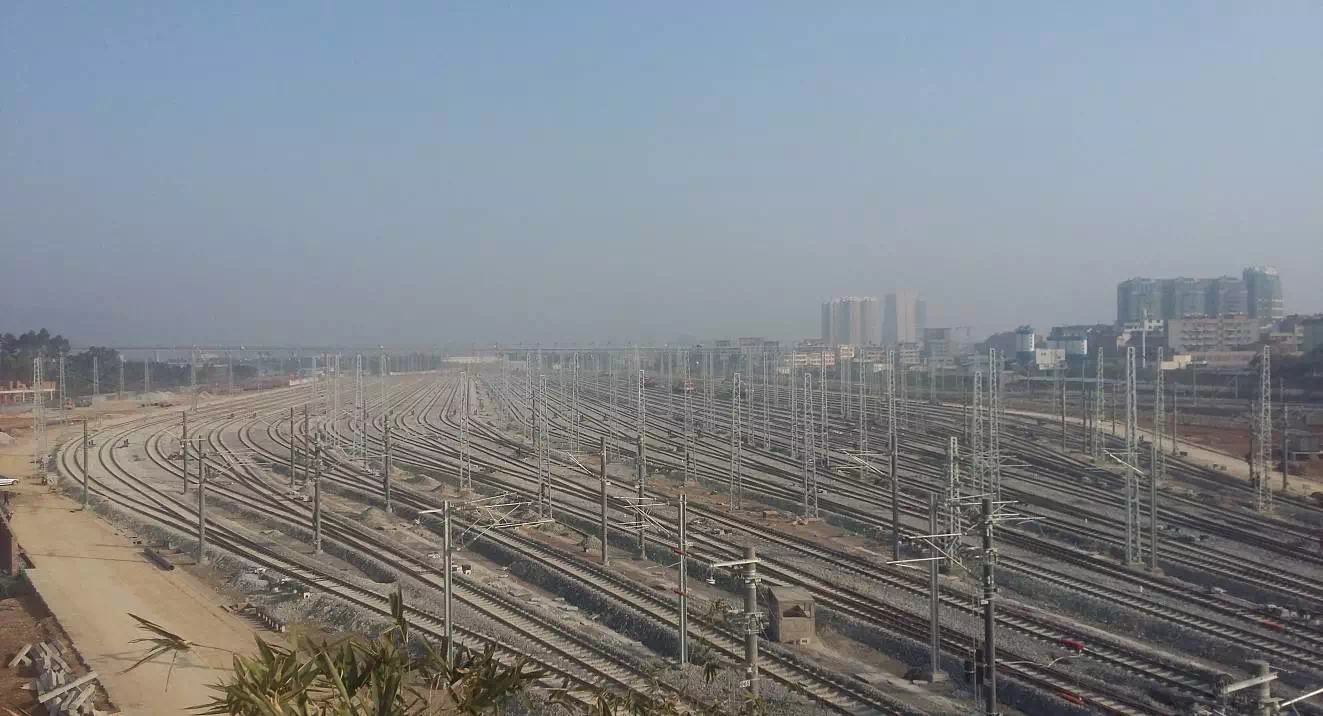
桂林动车运用所外景

2017年3月，桂林动车运用所正式成立。桂林动车所，又名桂林北动车所，依附于桂林北站北端，目前西南地区横向跨度最大的动车检修库。占地面积约2,000亩，采用纵列式布局，按两级场呈南北布置，设有存车线36条，检修线6条，外皮洗刷线2条，临修和不落轮镟线及牵出线各1条，近期可承担始发终到动车76对，远期120对。
该所检修库由国内首次应用的“整体钢结构一次性成型技术”建筑而成，西南地区跨度最大；得益于运用所配备的 CCS 动车所综合自动化系统以及调车防护系统，动车进入动车所后将交由电脑进行全自动的统一调度管理。

## 附近建筑
- 桂林汽车客运北站
- 恒大广场
- 联发乾景广场